# Albocosta lasciva
Albocosta lasciva là một loài bướm đêm thuộc họ Noctuidae. Chúng được tìm thấy ở dãy núi Alay, Uzbekistan và Tajikistan.